# Centro Astronómico de Yebes

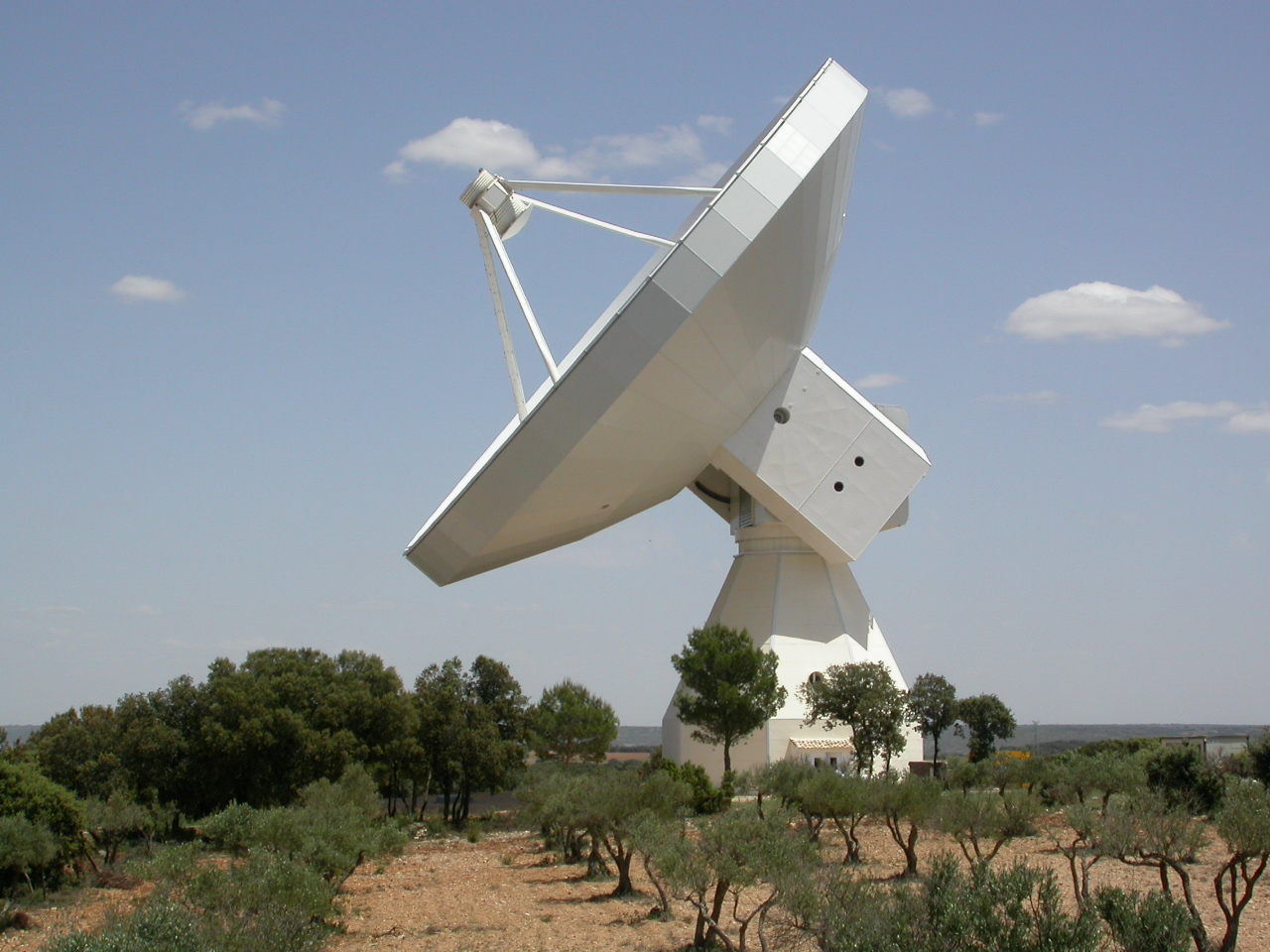
Radiotelescopio Aries XXI

El Centro Astronómico de Yebes (CAY) es el mayor y más importante observatorio astronómico de los que cuenta el Instituto Geográfico Nacional (IGN), además de ser su centro de desarrollo instrumental. Se encuentra en el municipio de Yebes (Guadalajara), sobre un llano a 980 m s. n. m. (metros sobre el nivel del mar) en el que hay pocas precipitaciones anuales y escaso viento. Su construcción se decidió a inicios de 1972, entrando en servicio en la primavera de 1976.

## Instalaciones
Alberga un astrógrafo doble, constituido por dos telescopios idénticos de 40 cm de apertura, con el que se llevan a cabo observaciones de cometas y asteroides, y un telescopio solar de 15 cm emplazado en una torre de 8 m de altura. 
El telescopio más importante del centro ha sido el radiotelescopio de ondas milimétricas. Este radiotelescopio es un paraboloide de revolución de 13,7 m de diámetro con foco Cassegrain. Desde su puesta en funcionamiento este radiotelescopio ha venido utilizándose tanto por los astrónomos del CAY como de otras instituciones nacionales y extranjeras. Desde hace unos años participa en observaciones de interferometría de muy larga base (VLBI) en coordinación con los otros grandes radiotelescopios europeos. 
En la actualidad el telescopio más potente del CAY es el radiotelescopio de 40 m de diámetro ARIES XXI, diseñado especialmente para integrarse en las redes europea y mundial de VLBI, además de operar como una antena individual en un amplio rango de ondas centimétricas y milimétricas. El CAY cuenta con modernos laboratorios de instrumentación, (amplificadores, receptores) y es la base de trabajo de un grupo de técnicos e ingenieros. La participación del OAN en el Instituto de Radioastronomía Milimétrica (IRAM) conlleva la activa participación de astrónomos e ingenieros del CAY en desarrollos instrumentales y en observaciones astronómicas con los radiotelescopios del IRAM situados en el pico Veleta (Granada) y en el Plateau de Bure (Grenoble, Francia).